# Jens Pieper
Jens Gerhard Pieper (* 9. Februar 1968 in Braunschweig) ist ein deutscher Bogenschütze.
Jens Pieper agierte als Bogenschütze in der olympischen Disziplin Recurve-Bogen. Der Diplom-Ingenieur aus Braunschweig gehörte dem deutschen B-Nationalkader an. Er wurde von Oliver Haidn trainiert und startete für den Schützenverein Querum. Seinen größten Erfolg feierte er bei der Weltmeisterschaft 2003 in Nimes, wo er den siebten Platz belegte. 2006 war er deutscher Meister. Zwei Jahre später konnte er sich als einziger deutscher männlicher Starter in seiner Sportart für die Olympischen Spiele 2008 von Peking qualifizieren und belegte den 47. Rang im Einzel.
2009 siegte Pieper gegen Viktor Ruban (Ukraine), den Olympiasieger von Peking 2008 beim Weltcup der Bogenschützen in Shanghai (China). Er tritt auch außerhalb der Olympischen Spiele in zahlreichen Wettkämpfen an.